# Dolby Digital EX
Форма́т Dolby Digital EX (розширений цифровий Dolby) є розвитком формату Dolby Digital, до якого додано ще один звуковий канал для центральної задньої колонки, розміщений безпосередньо за слухачем. Цей формат реалізується за допомогою акустичної системи 6.1.
Альтернативні формати для Dolby Digital і Dolby Digital ЕХ — формат DTS (Digital Theater Sound — цифровий звук для театру) на базі акустичної системи 5.1 і формат DTS ES на базі акустичної системи 6.1.

## Історія
Dolby Stereo принесла в фільми 4 звукових канали, з трьома спереду (лівий і правий для музики і ефектів і центральний для діалогів) і четвертим «оточуючим» (Surround) для створення загальної звукової атмосфери.
Наприкінці 80-х — початку 90-х років компанія Dolby революціонізувала побутові пристрої розваг шляхом впровадження систем «домашнього театру» Dolby Surround, а пізніше і Dolby Pro Logic. У побутових пристроях в основному використовується технологія Dolby Stereo для відтворення з відео стрічок і лазерних дисків (під лазерними дисками маються на увазі LaserDisc, тобто «великі» відео лазерні диски). Ці системи дозволяли глядачам використовувати вдома ту ж саму 4-х канальну конфігурацію, що і в кінотеатрах.
Системи Dolby Digital (AC-3) вийшли на новий рівень, надаючи шість каналів кристально чистого об'ємного цифрового звуку. Лівий, центральний і правий фронтальні канали дозволяють точно визначити позицію джерела звуку на екрані. Окремі лівий і правий задні бічні канали втягують у фільм своїми оточуючими і обтічними звуками. А додатковий низькочастотний канал додає напруження дії на екрані.